# Stefany Hernández
Stefany Hernández (nascida em 13 de junho de 1991) é uma ciclista venezuelana que representa Venezuela em BMX.
Participou nos Jogos Olímpicos de 2012, em Londres, onde terminou em nono lugar na prova de BMX.
Em 2015, ela tornou-se campeã mundial na mesma disciplina. Foi medalhista de bronze na Rio 2016.